# Washington Township (comté de Clay, Missouri)
Pour les articles homonymes, voir Washington Township.
Washington Township est un ancien township  du comté de Clay dans le Missouri, aux États-Unis,. 
Il est fondé en 1830 et baptisé en référence à George Washington, 1er président des États-Unis.

## Source de la traduction
- (en) Cet article est partiellement ou en totalité issu de l’article de Wikipédia en anglais intitulé « Washington Township, Clay County, Missouri » (voir la liste des auteurs).